# Berezanskite
La berezanskite (simbolo IMA: Bzk) è un minerale appartenente alla famiglia dei ciclosilicati; è molto rara ed è classificata nel gruppo della milarite all'interno della classe minerale dei "silicati e germanati" con la composizione chimica idealizzata KTi4+2Li3Si12O30. Da un punto di vista chimico, la berezanskite è quindi un silicato di potassio-titanio-litio.

## Etimologia e storia
La berezanskite è stata scoperta in un frammento di una pegmatite ricca di potassio e sodio nelle morene del ghiacciaio Darai-Pioz nei monti Alaj in Tagikistan. L'analisi e la descrizione iniziale furono effettuate da L.A. Pautow (in russo: Л.А. Паутов) e A.A. Agakhanov (in russo: А.А. Агаханов), che assegnarono il nuovo minerale al gruppo della milarite dal nome della geologa russa Anatolija Vladimirovicha Berezanskogo (in russo: Анатолия Владимировича Березанского) che mappò la regione.
Nel 1996, Pautow e Agakhanov inviarono i risultati dei loro test e il nome scelto all'Associazione Mineralogica Internazionale (numero di iscrizione interno dell'IMA: 1996-041) per la revisione, che riconobbe la berezanskite come una specie minerale separata.

## Classificazione
Poiché la berezanskite è stata riconosciuta come minerale indipendente solo nel 1996, non è elencata nell'ottava edizione della sistematica dei minerali secondo Strunz, che è obsoleta dal 1977.
Nella Sistematica dei lapis (Lapis-Systematik) secondo Stefan Weiß, che si basa ancora su questa vecchia edizione di Strunz per considerazione verso i collezionisti privati e le collezioni istituzionali, al minerale è stato assegnato il sistema e al minerale nº VIII/E.22-125. In questa Sistematica ciò corrisponde alla classe dei "silicati e germanati" e quindi alla sottoclasse dei "ciclosilicati", dove la berezanskite insieme ad agakhanovite-(Y), almarudite, armenite, brannockite, chayesite, darapiosite, dusmatovite, eifelite, emeleusite, faizievite, friedrichbeckeite, klöchite, lipuite, merrihueite, milarite, oftedalite, osumilite, osumilite-(Mg), poudretteite, roedderite, shibkovite, sogdianite, sugilite, trattnerite, yagiite e yakovenchukite-(Y) forma il "gruppo della milarite-osumilite" con il sistema nº VIII/E.22.
La nona edizione della sistematica minerale di Strunz, che è stata aggiornata l'ultima volta dall'IMA nel 2024, classifica la berezanskite nella sezione "9.C Ciclosilicati". Questa è ulteriormente suddivisa in base alla struttura degli anelli, in modo che il minerale possa essere trovato nella sottosezione "9.CM [Si6O18]12- anelli doppi con 6 membri (sei doppi anelli)" in base alla sua struttura, dove forma il "gruppo della milarite" insieme ad almarudite, armenite, brannockite, chayesite, darapiosite, dusmatovite, eifelite, friedrichbeckeite, klöchite, merrihueite, milarite, oftedalite, osumilite, osumilite-(Mg), poudretteite, roedderite, shibkovite, sogdianite, sugilite, trattnerite e yagiite con il sistema nº 9.CM.05.
Anche la sistematica dei minerali secondo Dana, che viene utilizzata principalmente nel mondo anglosassone, classifica la berezanskite nella classe dei "silicati e germanati" e lì nella già più finemente suddivisa sottoclasse dei "ciclosilicati: anelli condensati". Qui è nel "gruppo della milarite-osumilite" con il sistema nº 63.02.01a all'interno della sottosezione "Ciclosilicati: anelli condensati a 6 membri".

## Chimica
La berezanskite è l'analogo in titanio della brannockite o della sogdianite; la composizione misurata dalla località tipo è:
- {\displaystyle \mathrm {^{[12]}(K_{0,988}Ba_{0,01})^{[9]}Na_{0,06}^{[6]}(Ti_{1,94}Nb_{0,04}Fe_{0,02})^{[4]}(Li_{2,95}Al_{0,02})^{[4]}Si_{11,990}O_{30}} }

dove tra parentesi quadre si può trovare il numero di coordinazione della rispettiva posizione nella struttura cristallina.
La berezanskite forma cristalli misti con brannockite, sogdianite e sugilite, che si esprime nella sostituzione di Ti4+ con Sn4+ e Zr4+, nonché nell'incorporazione accoppiata di Fe3+ e Na+.

## Abito cristallino
La berezanskite cristallizza nel sistema esagonale nel gruppo spaziale P6/mcc (gruppo nº 192) con i parametri del reticolo a = 9,898 Å e c = 14,276 Å oltre a due unità di formula per cella unitaria.
La berezanskite è l'isotipo della milarite, il che significa che cristallizza con la stessa struttura della milarite. La posizione C coordinata 12 volte è completamente occupata dal potassio (K+) e la posizione B coordinata 9 volte non è occupata. Il titanio (Ti4+) e tracce di niobio (Nb4+) e ferro (Fe3+) riempiono la posizione A coordinata a 6 volte. La posizione T2 coordinata tetraedricamente contiene solo litio (Li+). La posizione T1, che costruisce i 6 doppi anelli, contiene solo silicio (Si4+).

## Origine e giacitura
Il minerale si forma in pegmatiti ricche di alcali a bassa pressione (<2 kbar) e temperature medie intorno a 450-500 °C.
La berezanskite è stata trovata e documentata solo in due siti: la sua località tipo, il ghiacciaio Dara-i-Pioz nelle montagne Alaj in Tagikistan, dove si trova nelle rocce pegmatitiche nelle morene. La berezanskite è qui associata a quarzo, microclino, pirosseno di sodio, egirina, polylithionite di mica di litio, alla kupletskite-(Cs), un ciclosilicato del gruppo dell'astrofillite, al silicato a 4 anelli hyalotekite, al silicato a 5 catene tadzhikite-(Y), al silicato a 6 catene zektzerite, al nesosilicato stillwellite-(Ce), dusmatovite, così come a pirofanite e il ciclosilicato 6 anelli tienshanite.
Questa località molto ricca di minerali rappresenta la località tipo di ben 43 minerali, 5 dei quali provengono dal gruppo della milarite: berezanskite, darapiosite, dusmatovite, shibkovite e sogdianite.
L'altro sito documentato si trova nelle Isole Canarie in Spagna.

## Forma in cui si presenta in natura
La berezanskite sviluppa aggregati di cristalli cristallini incolori o bianchi e appiattiti di dimensioni inferiori a un millimetro con una lucentezza simile al vetro sulle superfici.